# Добровольці (фільм, 1958)
«Добровольці» — російський радянський художній фільм-драма кіностудія імені Горького 1958 року за однойменним романом у віршах поета Євгена Долматовського.

## Сюжет
Романтичне і героїчне оповідання про трьох друзів, комсомольців 1930-х років, від початку індустріалізації країни до «відлиги» кінця 1950-х років: будівництво першої черги Московського метрополітену, Радянсько-німецька війна, післявоєнне відновлення країни…

## У ролях
- Михайло Ульянов —  Микола Кайтанов
- Петро Щербаков —  Слава Уфімцев
- Леонід Биков —  Альоша Акишин
- Еліна Бистрицька —  Леля Теплова, дружина Кайтанова
- Людмила Крилова —  Маша Суворова, льотчиця-парашутистка
- Мікаела Дроздовська —  Таня, дружина Уфімцева
- Сергій Плотников —  дядько Сергій
- Віктор Чекмарьов —  Оглотков
- Никифор Колофідін —  генерал
- Олександр Сашин-Нікольський —  доктор
- Марія Виноградова —  сержант Валя Кухнаренко
- Павло Винник —  комсорг шахти
- Іван Мочалов —  Макс, німецький комуніст
- Алевтина Рум'янцева — робоча (немає в титрах)

## Цікаві факти
У фільмі серед іншого показано технологію переслідувань за часів сталінського культу особи.